# Marija Michailowna Korotejewa
Marija Michailowna Korotejewa (russisch Мария Михайловна Коротеева, engl. Transkription Mariya Koroteyeva; * 10. November 1981 in Kaschira) ist eine russische Hürdenläuferin, deren Spezialstrecke die 100-Meter-Distanz ist.
Bei den Europameisterschaften 2002 in München und den Weltmeisterschaften 2003 in Paris/Saint-Denis erreichte sie das Halbfinale.
Bei den Olympischen Spielen 2004 in Athen wurde sie Vierte, bei den Weltmeisterschaften 2005 in Helsinki Fünfte.

## Persönliche Bestzeiten
- 60 m Hürden (Halle): 7,99 s, 22. Februar 2008, Paris
- 100 m Hürden: 12,60 s, 23. August 2004, Athen